# Teen-age Strangler
Teen-Age Strangler is een Amerikaanse misdaadfilm uit 1964. De film werd geregisseerd door Ben Parker.

## Verhaal
Overal in de stad duiken de dode lichamen van vrouwen op, telkens gemarkeerd met lippenstift. Al snel wordt Jimmy Walton, een probleemtiener met een licht crimineel verleden, verdachte in de zaak.

## Rolverdeling
| Acteur         | Personage    |
| -------------- | ------------ |
| Bill Bloom     | Lt. Anderson |
| John Ensign    | Jimmy Walton |
| Stacy Smith    | Mary         |
| John Humphries | Mikey Walton |
| Jo Canterbury  | Betty Royson |

## Achtergrond
De film werd bespot in de cultserie Mystery Science Theater 3000. Deze versie is uitgebracht op DVD.